# Millennium Falcon
Millennium Falcon (anglicky, doslova přeloženo Sokol tisíciletí) je hvězdná loď ve sci-fi sáze Star Wars. Je osobní lodí pašeráka a později novorepublikového hrdiny Hana Sola. Jde o výrazně a nelegálně modifikovanou nákladní loď Corellian YT-1300fp od Corellian Engineering Corporation.
Po této lodi pojmenoval Elon Musk řadu raket Falcon.

## Vlastnosti
Na první pohled vypadá tato loď jako další otlučený transportér. Ve skutečnosti se ovšem jedná o jeden z nejrychlejších korábů ve známé galaxii – myšlena je rychlost v hyperprostoru i podsvětelná rychlost. Mezi její výhody patří také vysoká manévrovatelnost. Je vyzbrojena dvěma střeleckými věžemi s čtyřhlavňovými blastery připomínajícími kulometné věže v bombardérech z 2. světové války. Z kokpitu jsou pak ovládány další laserové kanóny a odpalovač třaskavých střel. V lodi byly rovněž výtečné komunikační systémy s dlouhým dosahem a přijímač/vysílač HoloNetu.
Tuto loď vyhrál Han Solo v partii sabbacu (karetní hra ze Star Wars). Původně patřila Landovi Calrissianovi, když Han Solo vyhrál mohl si vybrat jakoukoliv Landovu loď, Lando doufal, že si vybere nějakou novou loď, kterých měl dostatek, ale Han si vybral loď, kterou si Lando upravoval pro sebe. Poté ji Solo a jeho wookijský přítel Chewbacca vybavil vojenskou anténou, coby součástí všestranné (a naprosto nelegální) sady senzorů určené pro dlouhé vzdálenosti. Na ochranu korábu Shug Ninx makrofůzal plát pancíře z hvězdného destruktoru a vypovězení mechanici zase dodali zesílené deflektorní štíty, ukradené z imperiálních opraven. Za svou rychlost vděčí Millenium Falcon výrazně upravenému motoru hyperpohonu SoroSubb TX-n-3 třídy 0,5 (čím nižší číslo, tím je pohon rychlejší). K dalším úpravám Falconu patří supermoderní akcelerační kompenzátory, zvětšené otvory pomocných raket, iontové výbojky ve štítu, výborné hackerské vybavení, tažný paprsek, přesné senzory které určují plán lodi a průhledné optické snímací panely. O hladkou komunikaci se starají tři droidské mozky. A konečně skryté pašovací prostory se stíněním proti senzorům, umožňující pašování nezákonného zboží.
Tato velká míra improvizace při vylepšování ovšem vede k tomu, že loď místy jen tak-tak drží pohromadě a různé systémy jsou nekompatibilní a musí se neustále opravovat. Zároveň má velké problémy s překonáním hyperprostorové rychlosti, jelikož motor je povětšinou rozbitý.

## Historie
Millenium Falcon se zúčastnil mnoha velkých bitev galaxie. Han s ním zprvu vůbec nebojoval, ovšem po cestování s mistrem Obi-Wan Kenobim a Lukem Skywalkerem na Alderaan se zapletl do souboje se stíhačkou Galaktického Impéria a byl přitažen magnetickým polem Hvězdy smrti, odkud se nakonec podařilo Hanovi a jeho společníkům dostat, přičemž zničili několik imperiálních stíhaček. Později se zúčastnil bitvy o Yavin, kdy v rozhodující chvíli pomohl Lukovi Skywalkerovi. Následně byl Millenium Falcon použit k evakuaci princezny Leii z ledové planety Hoth. Poté byl neustále pronásledován Impériem, až se s ním Han skryl v Oblačném městě, kde byl však odhalen a Millenium Falcon nakonec převzala princezna Leia, která s jeho pomocí opět zachránila Luka před smrtí. Nakonec se účastnil bitvy u Endoru, pod velením Landa Calrissiana, kterou ukončil vítězně.
Výskyt:
- IV: Nová naděje
- V: Impérium vrací úder
- VI: Návrat Jediů
- VII: Síla se probouzí
- VIII:Poslední z Jediů
- Solo: Star Wars Story

## Zajímavost
Ve skutečnosti byl původní model na poslední chvíli změněn protože příliš připomínal loď ze seriálu Space: 1999. Náhrada byla založena na nakousnutém hamburgeru drženém George Lucasem.